# Stary Brus (gmina)
Pour les articles homonymes, voir Stary Brus.
Stary Brus est une gmina rurale (gmina wiejska) du powiat de Włodawa, dans la Voïvodie de Lublin, dans l'est de la Pologne.
Son siège administratif (chef-lieu) est le village de Stary Brus, qui se situe environ 20 kilomètres (km) au sud-ouest de Włodawa (siège du powiat et 57 kilomètres au nord-est de la capitale régionale Lublin (siège de la voïvodie).
La gmina couvre une superficie de 133,4 km2 pour une population de 2 202 habitants en 2006.

## Histoire
De 1975 à 1998, la gmina est attachée administrativement à l'ancienne voïvodie de Biała Podlaska.

Depuis 1999, elle fait partie de la nouvelle voïvodie de Lublin.

## Géographie
La gmina inclut les villages (sołectwa) de:

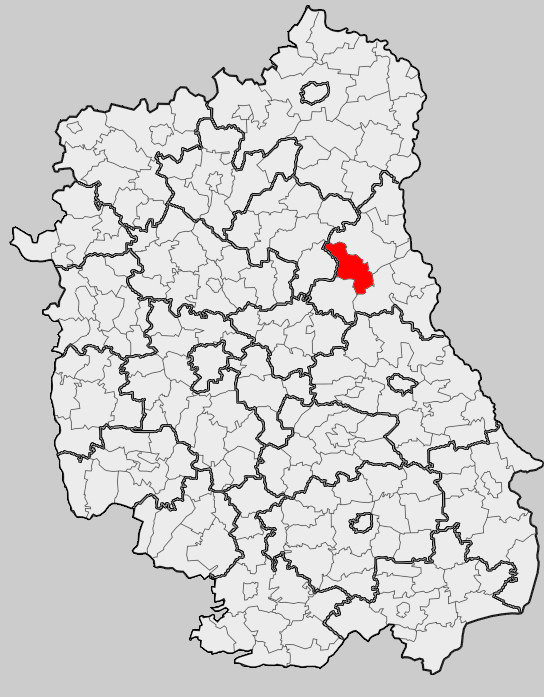
Position de la gmina dans la voïvodie

- Dębina
- Dominiczyn
- Hola
- Kamień
- Kołacze
- Kułaków
- Laski Bruskie
- Lubowierz
- Marianka
- Mietułka
- Nowiny
- Nowy Brus
- Pieńki
- Skorodnica
- Stary Brus
- Szmokotówka
- Wielki Łan
- Wołoskowola
- Zamołodycze

### Gminy voisines
La gmina de Stary Brus est voisine des gminy de
- Dębowa Kłoda
- Hańsk
- Sosnowica
- Urszulin
- Wyryki

## Structure du terrain
D'après les données de 2013, la superficie de la commune de Stary Brus est de 133,4 kilomètres carrés, répartis comme telle :
- terres agricoles : 54,9 %
- forêts : 45,1 %

La commune représente 10,62 % de la superficie du powiat.

## Démographie
Données en 2013:
| Description        | Total  | Total | Femmes | Femmes | Hommes | Hommes |
| ------------------ | ------ | ----- | ------ | ------ | ------ | ------ |
| Unité              | Nombre | %     | Nombre | %      | Nombre | %      |
| Population         | 2 167  | 100   | 1 066  | 49,2   | 1 101  | 50,8   |
| Densité (hab./km²) | 16     | 16    | 8      | 8      | 8      | 8      |